# Scytalopus alvarezlopezi
Espèce
Scytalopus alvarezlopezi est une espèce de passereaux de la famille des Rhinocryptidae, endémique de Colombie.